# ماسایوشی مانابه
ماسایوشی مانابه (به انگلیسی: Masayoshi Manabe) (متولد ۲۱ اوت ۱۹۶۳ در هیمه‌جی، هیوگو) بازیکن سابق تیم ملی والیبال ژاپن و مربی فعلی والیبال است. مانابه در بازی های المپیک تابستانی ۱۹۸۸ در سئول، کره جنوبی بازی کرده‌است و در قهرمانی والیبال آسیا ۱۹۸۹ به عنوان باارزش‌ترین بازیکن رسید. مانابه در دسامبر ۲۰۰۸ به عنوان سرمربی تیم ملی والیبال زنان ژاپن انتخاب شد و ژاپن را به مدال برنز بازی‌های المپیک تابستانی ۲۰۱۲ رساند.